# Gijsbrecht III van Nijenrode
Gijsbrecht III van Nijenrode ook wel Gysbert of Gizelbertus (ca. 1415 – december 1476) was heer van Nijenrode, De Lier, Zouteveen, Waterland, Vianen en erfmaarschalk van Gooiland. Hij was de laatste Van Nijenrode in rechte lijn.

## Levensloop
Gijsbrecht was een zoon van Jan van Nijenrode en Ida van Bylandt, een dochter van Dirk (Diederik) van Bylandt, heer van Doornenburg. Hij wordt op 24 mei 1437 genoemd als getuige voor "bosbriefverdrag" met Naarden en Gooiland. In 1446 werd hij benoemd tot kastelein van Muiden en "baljuw van Gooiland", het jaar daarna deelde hij deze functie met zijn broer Johan van Nijenrode. In de Utrechtse Oorlog zou hij betrokken zijn geweest bij een aanval op het blokhuis bij Ter Eem. In 1473 kreeg Gijsbrecht het bezit van de hofstede Ten Poel nabij Breukelen. Tussen 1372 en 1474 hadden de Van Nijenrodes het bezit dat in Vianen bekendstond als sectie II in leenbeheer van de heren van Vianen en later Brederode. Deze sectie was weer verhuurd en verdeeld onder de families Van de Rijn en Van de Poel. Onder Gijsbrechts bewind kwam het grondbezit weer helemaal aan hem toe. In 1474 werden Gijsbert en zijn vrouw Aleonora aangenomen als financiers voor het klooster van Naarden. Gijsbrecht overleed voor of rond 10 december 1477, want dan wordt er in een akte gesproken van een overdacht van 25 morgen land bij Breukelen, aan de weduwe Van Nijenrode-Van Borselen.
In 1445 huwde hij met Alienora of Eleonora van Borselen-Sint Maartensdijk, een zus van Frank van Borselen. Zij was mogelijk al eens verloofd geweest met zijn vader Jan van Nijenrode en daarna getrouwd met Johan van Buren. Ze kregen geen kinderen. Gijsbrecht kreeg bij zijn minnares Geertruid Uytenhum de bastaardkinderen:
- Adriana van Nijenrode (1430-1477), trouwde op 18 oktober 1456 met Albrecht I van Beieren-Schagen
- Hendrik van Nijenrode (1435-1519), deze kreeg het bezit van Gunterstein.